# فاني وايت
فاني وايت (بالإنجليزية: Fanny White)‏ هي بائعة هوى ‏ أمريكية، ولدت في 22 مارس 1823 في نيويورك في الولايات المتحدة، وتوفيت في 12 أكتوبر 1860.